# 紅蝦港 (學甲區)
紅蝦港是臺灣臺南市學甲區的一個傳統聚落，為傳統學甲十三庄倒風寮庄頭中的角頭聚落之一，位於該區西北郊，毗鄰田寮大排和急水溪北岸的小庄，包含在三慶里的區域中。

## 地名由來
紅蝦港位於三慶里，三慶里由頂洲里、紅茄里、新芳里合併而成，包括了原先的溪洲仔寮（上溪洲、頂溪洲）、紅茄萣、倒風寮（今新芳）與紅蝦港。紅蝦港位於倒風寮西南方，原本的村莊位於急水溪南岸，當地有一個小港口，以生產豐富的紅蝦而聞名，因此被稱為「紅蝦港」。當時，這裡的居民以此地特產的蕃薯換取澎湖人的蚵、螺鹽漬等物品。後因急水溪改道，原處成為陸地，易位於急水溪北岸。
在清光绪十二年（1886年）時，由學甲「七塊厝」（今煥昌里）李氏後裔李變、李梓和李入等人所入墾。李姓為大姓，另有吳、蘇、郭等姓。

## 圖集

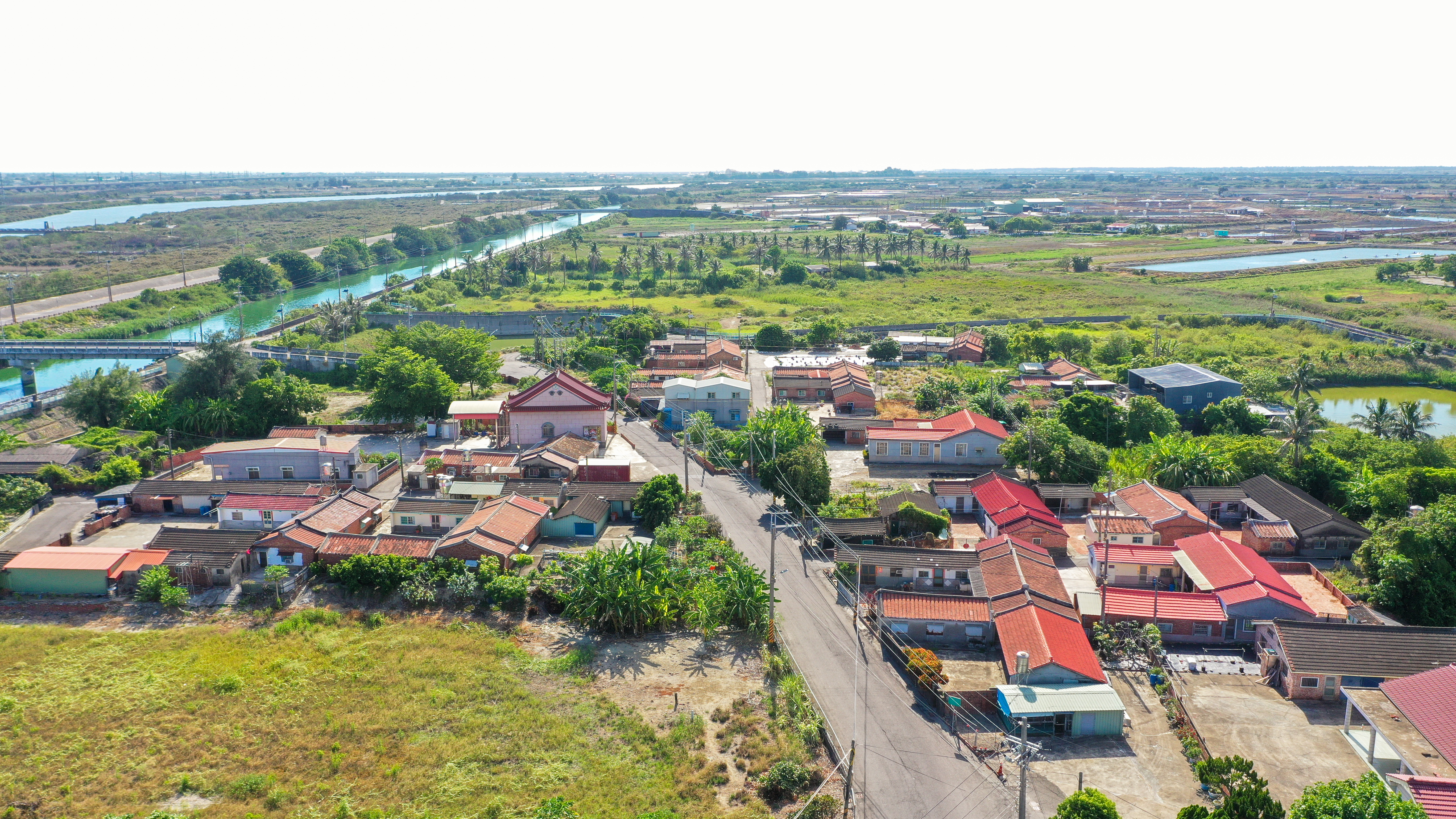
臺南市學甲區紅蝦港空拍圖3
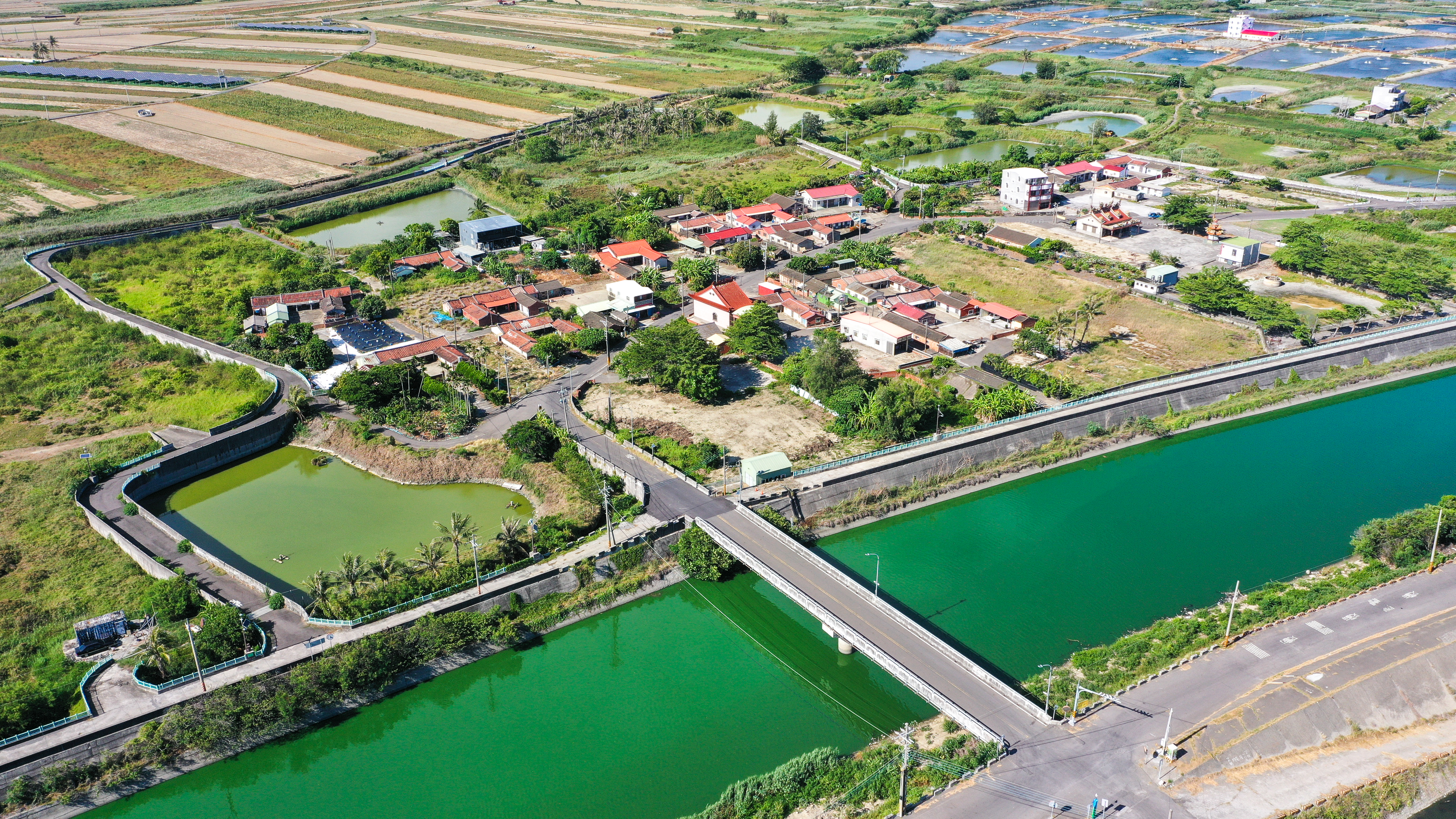
臺南市學甲區紅蝦港空拍圖1
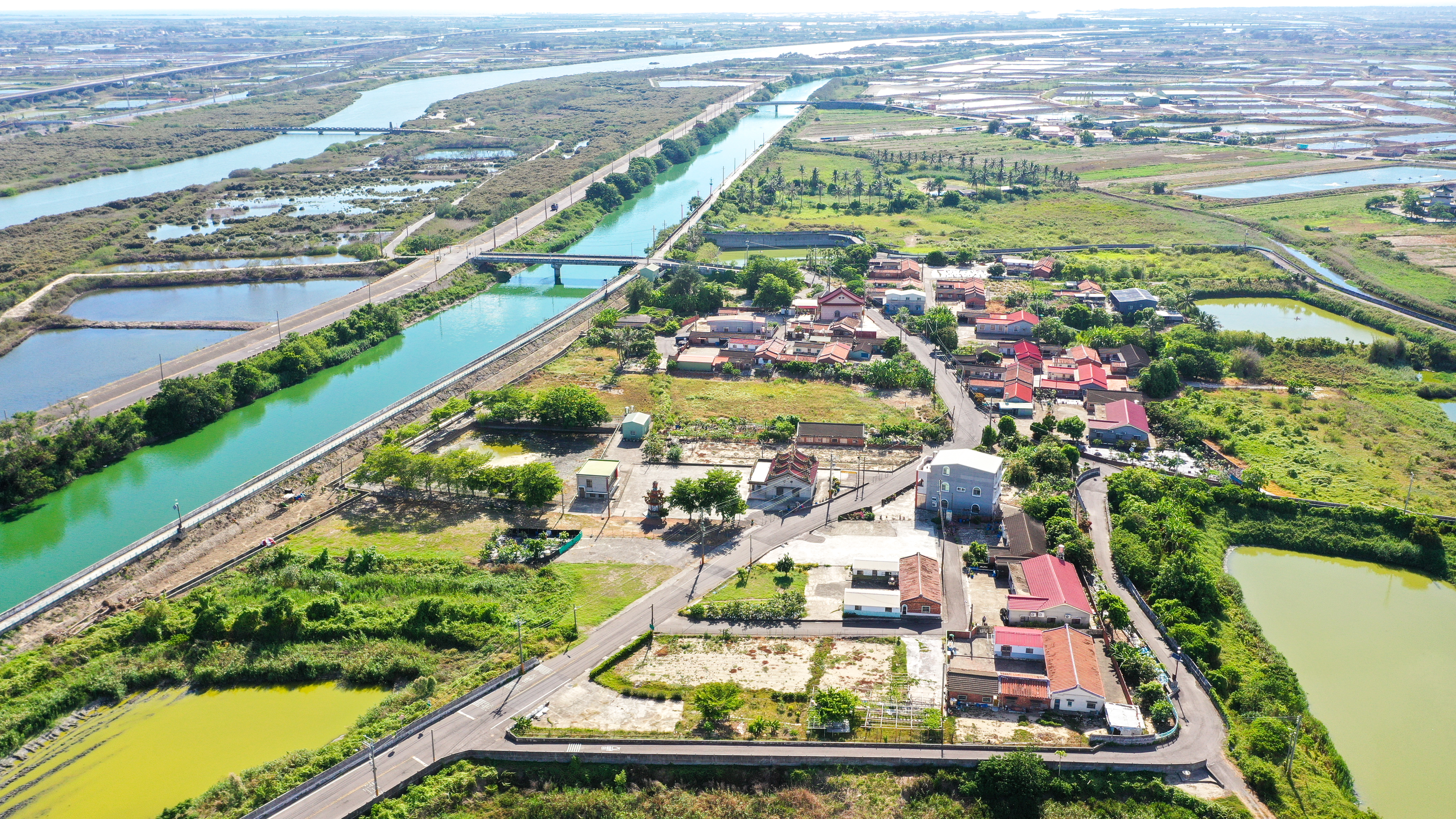
臺南市學甲區紅蝦港空拍圖2